# Вехари
Вехари (урд. وہاڑی) је град у Пакистану у покрајини Панџаб. Према процени из 2006. у граду је живело 115.878 становника.

## Становништво
Према процени, у граду је 2006. живело 115.878 становника.
| 1981.  | 1998.  | 2006.   |
| ------ | ------ | ------- |
| 53.799 | 92.334 | 115.878 |